# Buslijn 147 (Uithoorn-Alphen a/d Rijn)
Buslijn 147 is een streekbuslijn van Qbuzz die Uithoorn met De Kwakel, Vrouwenakker, Nieuwveen, Nieuwkoop, Ter Aar en Alphen aan den Rijn verbindt.

## Geschiedenis

### Lijn 7
De lijn werd op 15 mei 1942 ingesteld door de toenmalige vervoerder Maarse & Kroon als lijn 7. Samen met lijn 6 verving de lijn de spoorlijnen tussen Mijdrecht, Wilnis en Uithoorn en tussen Nieuwkoop, Nieuwveen, de Kwakel en Uithoorn.
Vanaf Uithoorn werd door lijn 6 en 7 verder gereden over de Bovenkerkerweg naar Amstelveen waar werd gereden via de van der Hooplaan, de Keizer Karelweg en de Amsterdamse- en Amstelveenseweg naar het Haarlemmermeerstation waar voor het centrum kon worden overgestapt op andere M&K lijnen of het GVB. 
Als versterkingslijn voor lijn 6 en 7 werd in mei 1970 een nieuwe lijn 8 ingesteld die het snel groeiende Uithoorn verbond met het inmiddels 10 jaar oude winkelcentrum Plein 1960 en het Haarlemmermeerstation. Er werd gezamenlijk met lijn 8 om het kwartier gereden waarbij lijn 6 en 7 via het westelijke gedeelte van Uithoorn bleven rijden en lijn 8 echter de oostelijke nieuwbouwwijken ging bedienen.
Op 17 oktober 1971 werden de lijnen 1/11, 6, 7, 8 en 9/9E/9K open gesteld voor stadsvervoer in Amsterdam omdat GVB bus 29 werd opgeheven en vervangen door M&K-lijnen die toegankelijk waren met GVB-plaatsbewijzen. Dit betrof alleen het traject tussen de Kalfjeslaan en het Haarlemmermeerstation. Pas na de invoering van de eerste fase van Lijnen voor morgen in 1971 was dit ook toegestaan op het verdere traject naar het Centraalstation van de lijnen 1/11, 9, 9E en 9K 
In juni 1973 fuseerde M&K met de NBM tot Centraal Nederland.

### Lijn 147

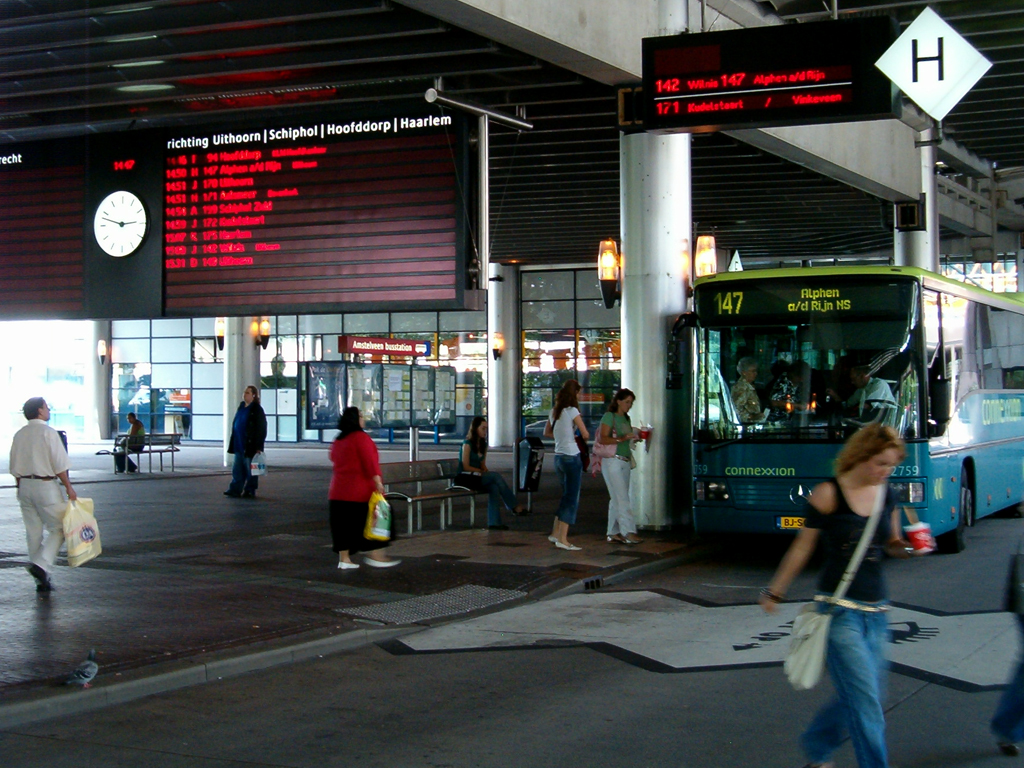
Mercedes bus op lijn 147 op busstation Amstelveen in 2006

In 1980 begon CN systematisch de lijnnummers te verhogen om doublures binnen Amsterdam te voorkomen. De ex MK-lijnen kwamen op 31 mei 1981 aan de beurt. De 100-nummers waren al in gebruik en dus werd lijn 7 tot 147 vernummerd. De lijn bleef van maandag tot zaterdag overdag een halfuurdienst rijden en 's avonds en op zondag een uurdienst, echter alleen op het traject Uithoorn-Nieuwkoop waarbij een aantal ritten Zevenhoven aandeed in plaats van Nieuwveen. Vanaf 29 mei 1983 ging lijn 147 elk uur doorrijden naar Alphen aan den Rijn.
Op 1 juni 1986 werd de westtak van de Schiphollijn geopend; lijn 146 en 147 werden doorgetrokken naar station Lelylaan. Lijn 147 reed nu ook 's avonds en op zondag een halfuursdienst; eerst tussen Amsterdam en Amstelveen, en na een jaar tussen Alphen aan den Rijn en Nieuwkoop in aansluiting op de lijn van Leiden naar Woerden.
Lijn 147 werd ingaande 28 mei 1989 in de avonduren tot Haarlemmermeerstation ingekort, en vanaf 23 mei 1993 ook overdag.
In mei 1994 werd CN opgeheven en verdeeld (feitelijk teruggesplitst) tussen NZH en Midnet; lijn 147 was voortaan een NZH-lijn en werd vanaf 1 juni 1997 's avonds ingekort tot Uithoorn-Alphen aan den Rijn.
In mei 1999 fuseerden NZH en Midnet met de omringende streekvervoerders tot Connexxion; lijn 147 werd opnieuw ingekort, nu tot station Zuid WTC. In december 2007 kwamen ook deze ritten te vervallen door overbodigheid. In Uithoorn werd de lijn verlegd naar het nieuwe busstation dat meer in het dorp is gelegen en na de ingebruikname van de busbaan langs de Provinciale weg 196 hierover verlegd. 
In december 2012 ging de concessie Duin- en Bollenstreek/Leiden-Rijnstreek/Midden-Holland naar Arriva, alweer de vijfde exploitant van lijn 147. De lijn ging buiten de spits en op zaterdag een uurdienst rijden; sinds december 2017 rijdt de lijn overdag een halfuursdienst behalve in de zomervakantie. In Alphen wordt niet meer door het centrum gereden maar om het centrum heen via de Willem de Zwijgerlaan waarbij echter nog wel het winkelcentrum De Aarhof wordt aangedaan. Vanaf 15 december 2024 nam Qbuzz als zesde exploitant de lijn over.

#### Lijn 247
Buiten de schoolvakanties reed er in de Arriva periode op werkdagen ter versterking een sneldienst als lijn 247 die enkele haltes overslaat.